# فيبولزوفو (تفير)
فيبولزوفو (بالروسية: Выползово) هي مدينة في مقاطعة تفير أوبلاست في روسيا.